# Nakibou Aboubakari
Nakibou Aboubakari est un milieu de terrain , international comorien né le 10 mars 1993 à Saint-Denis (France).
Il évolue actuellement au FC Fleury 91.
Il a effectué sa pré-formation au Paris Saint-Germain et  sa formation  à l'En avant Guingamp.

## Carrière

### En club
Nakibou Aboubakari commence le football au FCM Garges à l'âge de 6 ans avant de passer cinq ans au centre de préformation du Paris Saint-Germain. Il rejoint ensuite l'En avant Guingamp, où il évoluera en U17 Nationaux, U19 Nationaux avec notamment un très beau parcours en Coupe Gambardella, puis en CFA2. Il deviendra international comorien lors de la saison 2011-2012. Utilisé en tant que milieu offensif ou attaquant, il est  repositionné comme milieu relayeur par Coco Michel l’entraîneur guingampais en 2012-2013, devient capitaine et réalise une bonne saison (6 buts et 7 passes décisives en 24 matchs). Malgré de bonnes prestations, des entraînements et des matchs amicaux avec le groupe professionnel, il ne participera à aucun match officiel de l’équipe professionnelle. À la fin de son contrat de stagiaire pro en juin 2013, le club costarmoricain lui propose un nouveau contrat mais il choisit de signer son premier contrat professionnel à l'Olympiakos Nicosie (Chypre) où il réalise une saison pleine avec 28 matchs joués, 4 buts marqués et 4 passes décisives. Malgré l’intérêt de plusieurs clubs chypriotes, Nakibou décide de rentrer en France la saison suivante. Il jouera ensuite deux saisons et demie au Stade briochin avec lequel il atteindra les 32e de finale de la coupe de France après avoir éliminé  Brest (L2). saison 2015-2017 et deviendra champion de CF2 groupe A sur la saison 2016-2017 , élu meilleur milieu de terrain par les entraîneurs du groupe A de CFA2  il revient dans son club formateur de l'En avant Guingamp pour la saison 2017-2018 .
En juin 2021 il annonce son départ du Stade briochin. Il intéresse le Stade lavallois, mais annonce le 24 juin 2021 son arrivée au FC Sète.

### En sélection
Lors de la saison 2011-2012, il dispute deux rencontres avec l'équipe nationale des Comores lors d'une double confrontation face au Mozambique dans le cadre des éliminatoires à la Coupe du monde de football de 2014.

## Statistiques
| Saison                | Club                  | Championnat           | Championnat | Championnat | Coupe(s) nationale(s) | Coupe(s) nationale(s) | Comores | Comores | Total | Total |
| Saison                | Club                  | Division              | M.          | B.          | M.                    | B.                    | M.      | B.      | M.    | B.    |
| 2010-2011             | EA Guingamp rés.      | 5                     | 6           | 2           | -                     | -                     | -       | -       | 6     | 2     |
| 2011-2012             | EA Guingamp rés.      | 5                     | 10          | 4           | -                     | -                     | 2       | -       | 12    | 4     |
| 2012-2013             | EA Guingamp rés.      | 5                     | 22          | 5           | -                     | -                     | -       | -       | 22    | 5     |
| 2013-2014             | Olympiakos Nicosie    | 2                     | 27          | 3           | 2                     | -                     | -       | -       | 29    | 3     |
| 2014-2015             | Stade briochin        | 5                     | 20          | 2           | -                     | -                     | -       | -       | 20    | 2     |
| 2015-2016             | Stade briochin        | 5                     | 21          | 2           | 3                     | 1                     | 1       | -       | 25    | 3     |
| 2016-2017             | Stade briochin        | 5                     | 25          | 3           | 3                     | 0                     | 1       | -       | 29    | 3     |
| Total sur la carrière | Total sur la carrière | Total sur la carrière | 133         | 21          | 6                     | 1                     | 4       | 0       | 143   | 22    |